# Karen Schwarz
Karen Susana Schwarz Espinoza (sinh ngày 21 tháng 1 năm 1984 tại Callao, Peru) là một nữ diễn viên người Peru, người dẫn chương trình TV và thí sinh cuộc thi sắc đẹp đại diện cho đất nước của cô trong cuộc thi Hoa hậu Hoàn vũ 2009 được tổ chức tại Nassau, Bahamas vào ngày 23 tháng 8 năm 2009. Cô là đồng dẫn chương trình Yo Soy.

## Cuộc đời và sự nghiệp
Schwarz giành danh hiệu Hoa hậu Hoàn vũ Perú 2009 trong một cuộc thi được tổ chức tại Lima, Perú vào ngày 4 tháng 4 năm 2009. Cô được trao vương miện bởi người giữ danh hiệu trước đó là Karol Castillo, Hoa hậu Hoàn vũ Perú 2008. Schwarz cũng giành được danh hiệu "Hoa hậu Hình thể". Sau đó, cô đại diện cho đất nước của mình tham gia cuộc thi Hoa hậu Hoàn vũ 2009 được tổ chức tại Nassau, Bahamas vào ngày 23 tháng 8 năm 2009.
Karen trở thành Hoa hậu Amazonas thứ ba giành chức vô địch kể từ cuộc thi Hoa hậu Peru lần đầu tiên được tổ chức lần đầu vào năm 1952. Những hoa hậu từng làm được điều này trước cô là Maria Esther Brambilla, Hoa hậu Peru 1968 và người còn lại là Paola Dellepiani vào năm 1995. Karen có nguồn gốc từ Đức và Peru. Cô thích tập bơi.
Vào năm 2012, cô đại diện cho Peru tham gia Tuần lễ thời trang Buenos Aires, làm đại sứ cho Sedal. Sau đó, Schwarz đảm nhận việc đồng dẫn chương trình thực tế Yo Soy, một lần nữa với Aguilar trên Frecuencia Latina. Vài tháng sau, cô bắt đầu dẫn chương trình Espectáculos trên cùng một kênh.
Schwarz được tiếp tục làm đồng dẫn chương trình Yo Soy trên Frecuencia Latina vào năm 2013. Schwarz ra mắt với tư cách là một diễn viên trong một vai diễn cho bộ phim Japy Ending được phát hành vào năm 2014.